# František Beneš (architekt)
František Beneš (13. března 1879 Plzeň – 31. května 1947) byl český architekt a stavitel. Patřil mezi nejčinorodější projektanty v Plzni.

## Život
František Beneš vystudoval průmyslovou školu v Plzni. Praxi získal v ateliéru architekta Aloise Čenského. V letech 1899 – 1937 působil na stavebním úřadě města Plzně. Tou dobou spolupracoval mimo jiné s Kamilem Hilbertem, Viktorinem Šulcem, Hanušem Zápalem nebo Josefem Farkačem. Věnoval se také památkovým obnovám historických objektů.
Navzdory studiu v duchu historismu uplatňoval František Beneš i modernější architektonické styly, např. národní sloh, inspirace lidovou architekturou - tzv. venkovský revival (podobně jako Dušan Jurkovič), purismus, funkcionalismus.

## Dílo
- renovace památkových objektů (budova plzeňské radnice, Císařský dům, Gerlachovský dům, kostel sv. Jiří v Plzni–Doubravce)[2]
- 1. dekáda 20. století - Centrální městský hřbitov (Ústřední hřbitov) Plzeň (spolupráce s Josefem Farkačem)[3]
- 1910 - Obchodní a živnostenská komora v Plzni (spolupráce s Viktorinem Šulcem)[2]
- 1921 - 22 - rodinný dům Františka Beneše, Vlastina 502/8, Plzeň[3]
- 1921 - 26 - Městské domy sociální péče, Plzeň (zbouráno roku 1992)[3]
- 1923 - 24 - lesovna v Zábělé, čp. 77, Plzeň–Bukovec[2]
- 1928 - 30 - budova městských technických úřadů, Plzeň[2]
- 1928 - 31 - chirurgický pavilon Městské všeobecné veřejné nemocnice na Borech (FN Plzeň)[2][3]
- 1933 - 34 - jídelna Městské všeobecné veřejné nemocnice na Borech (FN Plzeň)[2][3]

## Galerie

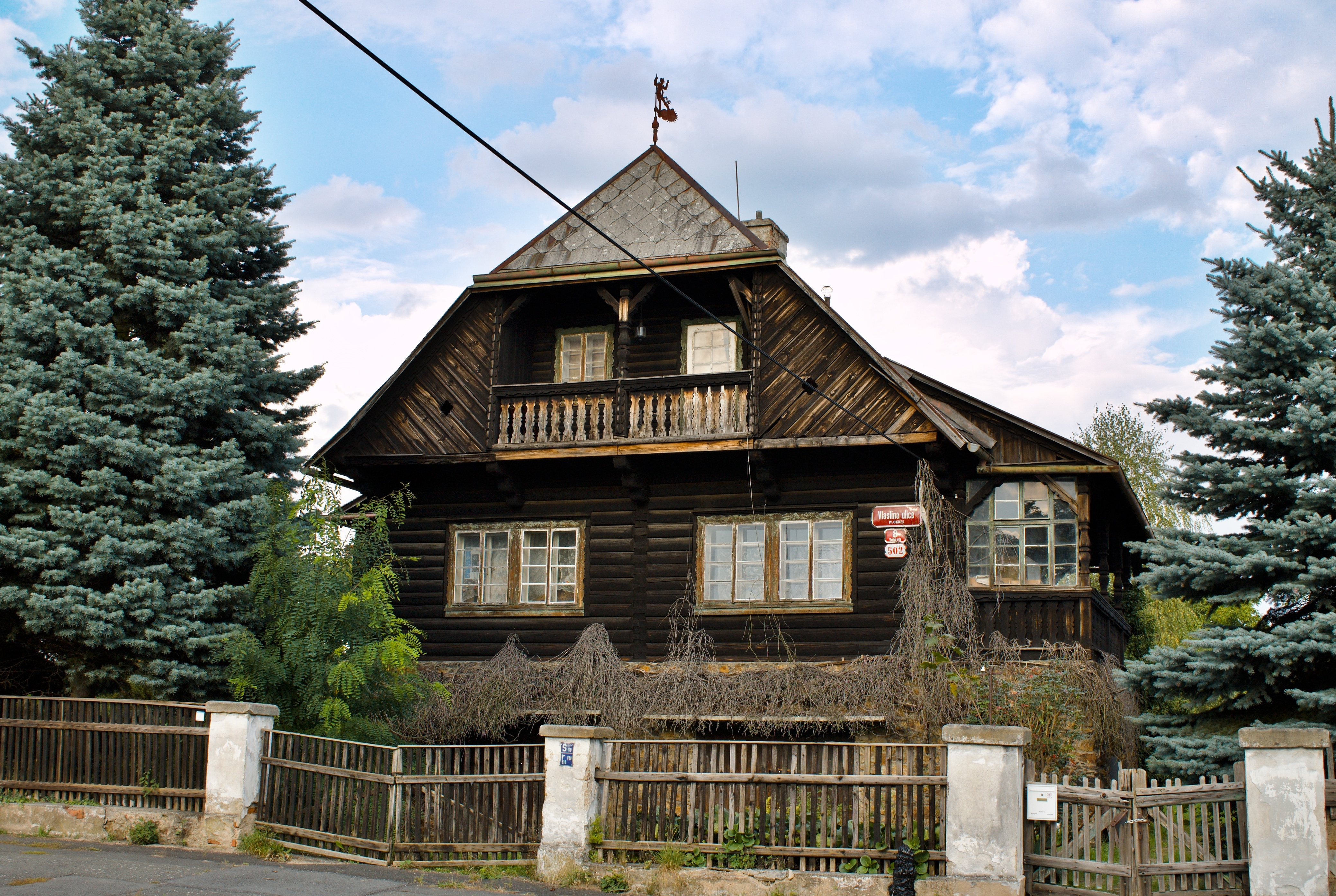
Rodinný dům Františka Beneše - inspirace lidovou architekturou
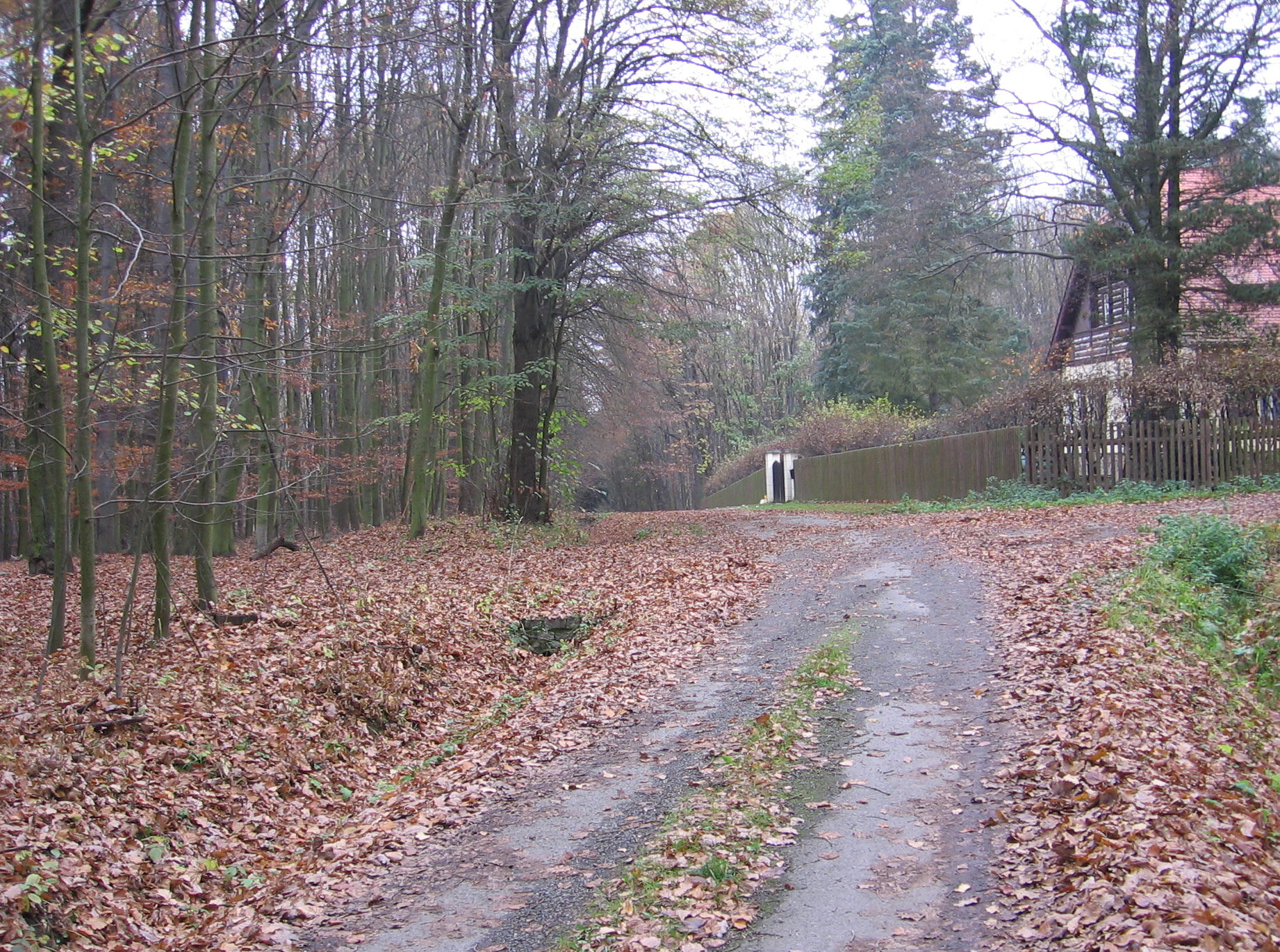
Lesovna v Zábělé - inspirace lidovou architekturou
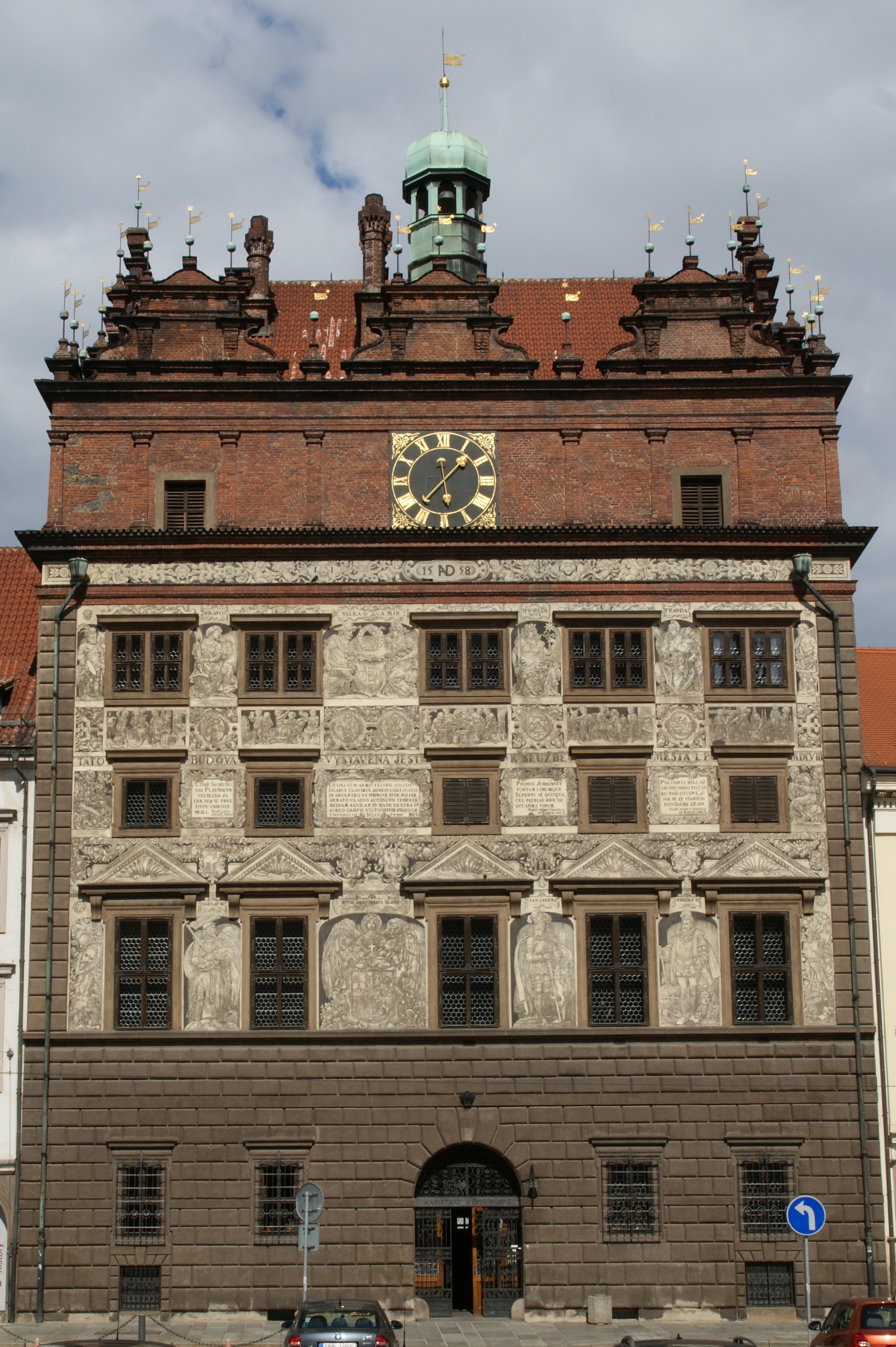
Plzeňská radnice
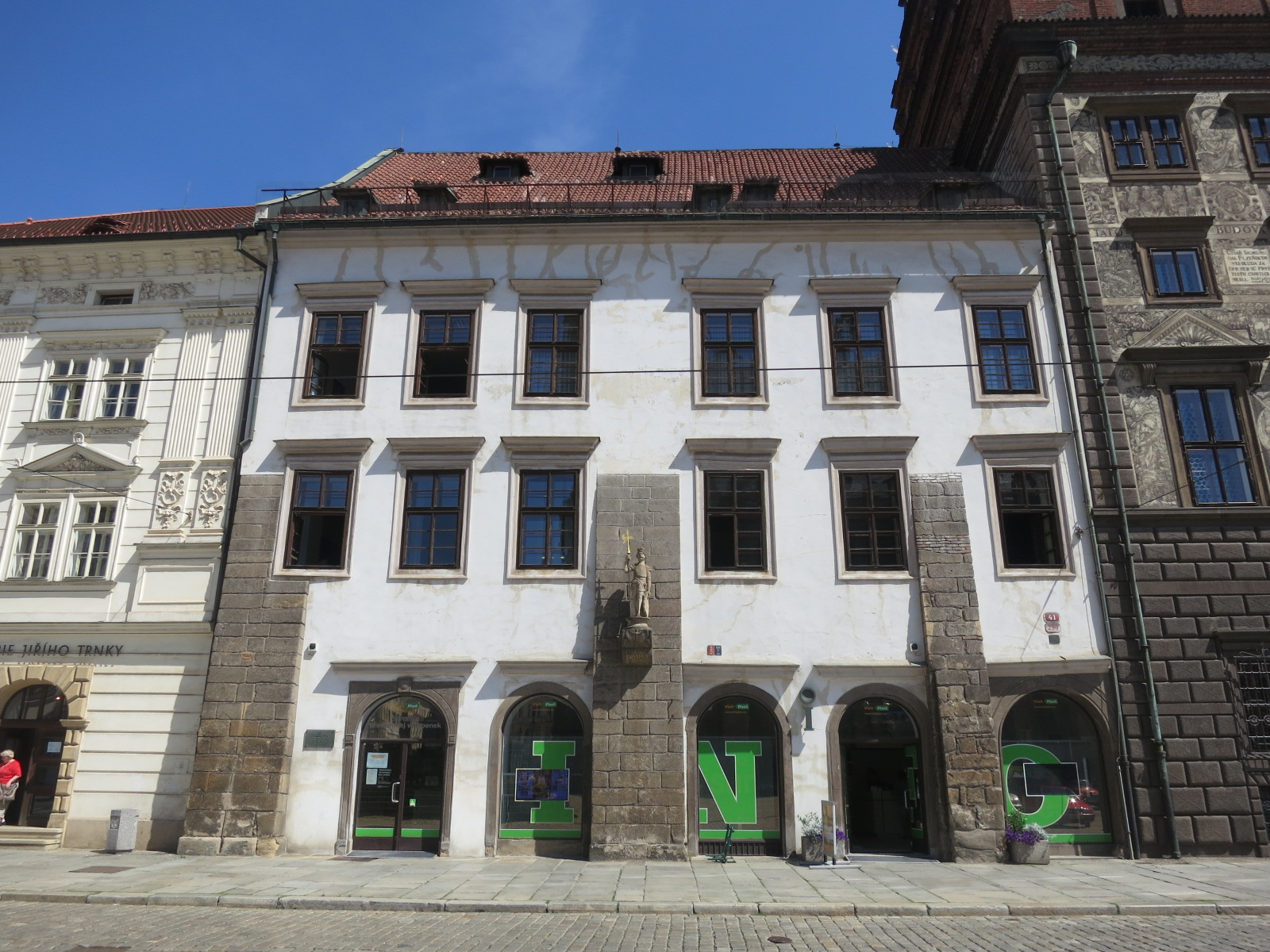
Císařský dům, sousedící s radnicí
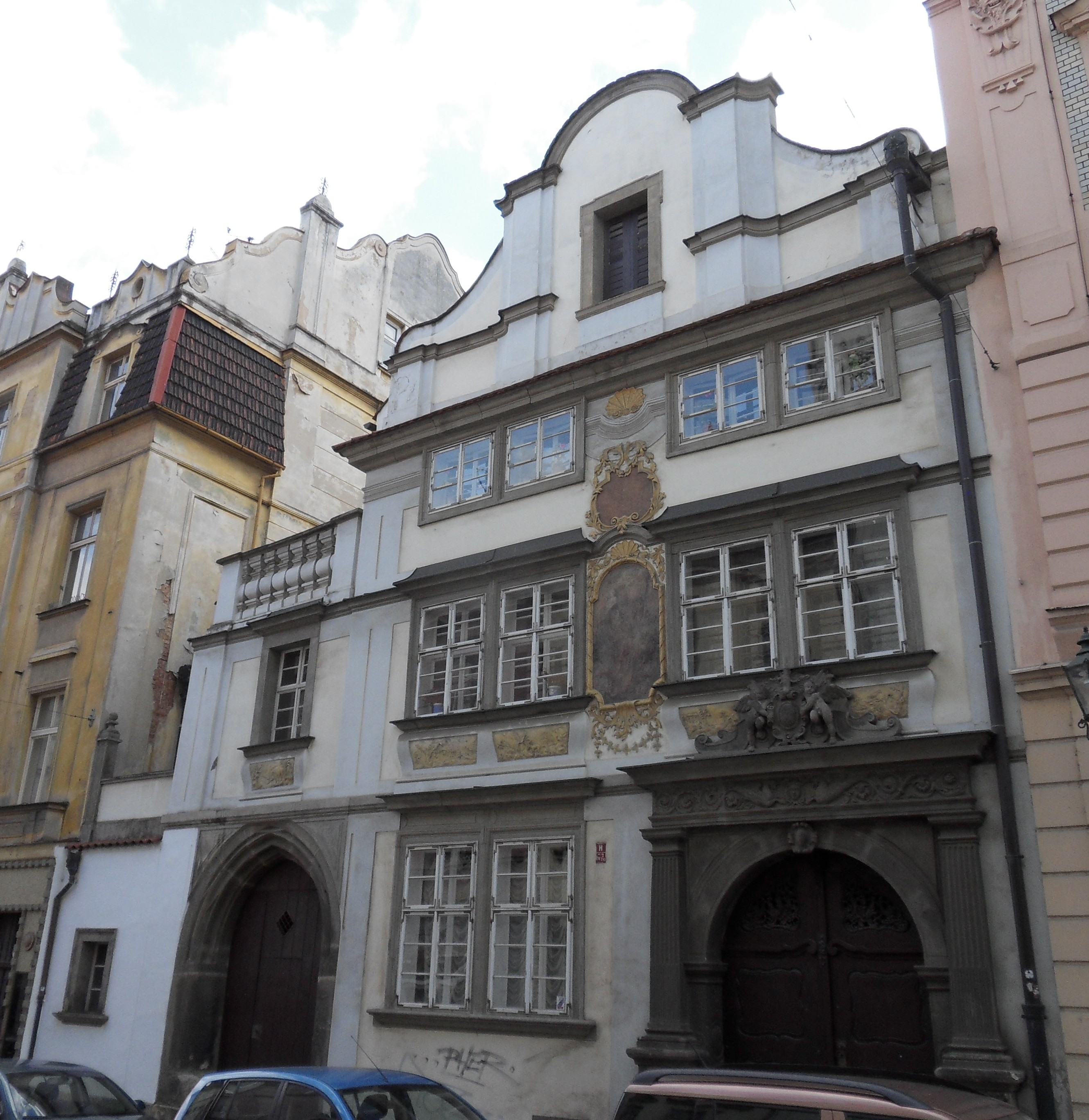
Gerlachovský dům
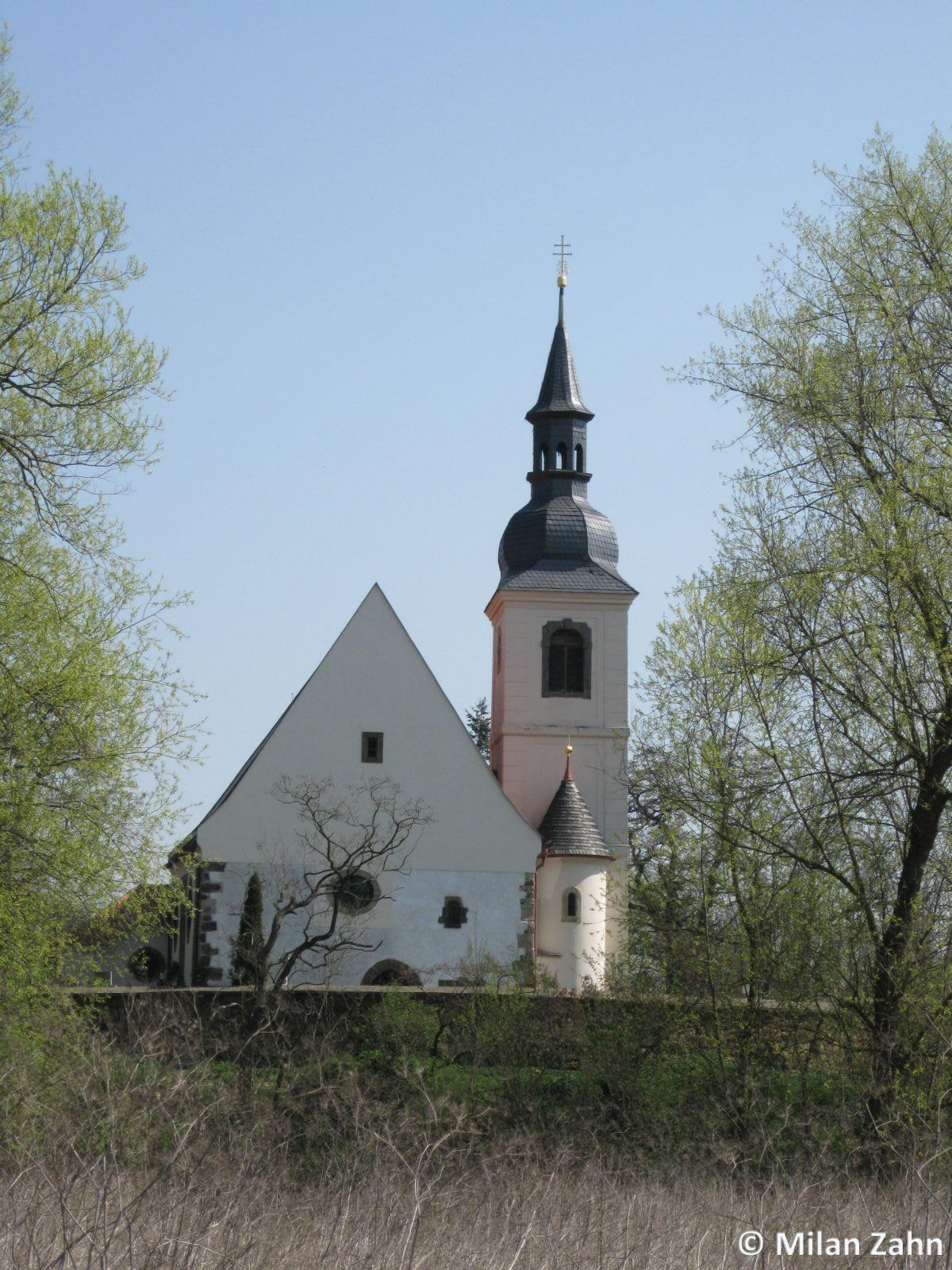
Kostel sv. Jiří v Plzni-Doubravce